# Goran Dizdar

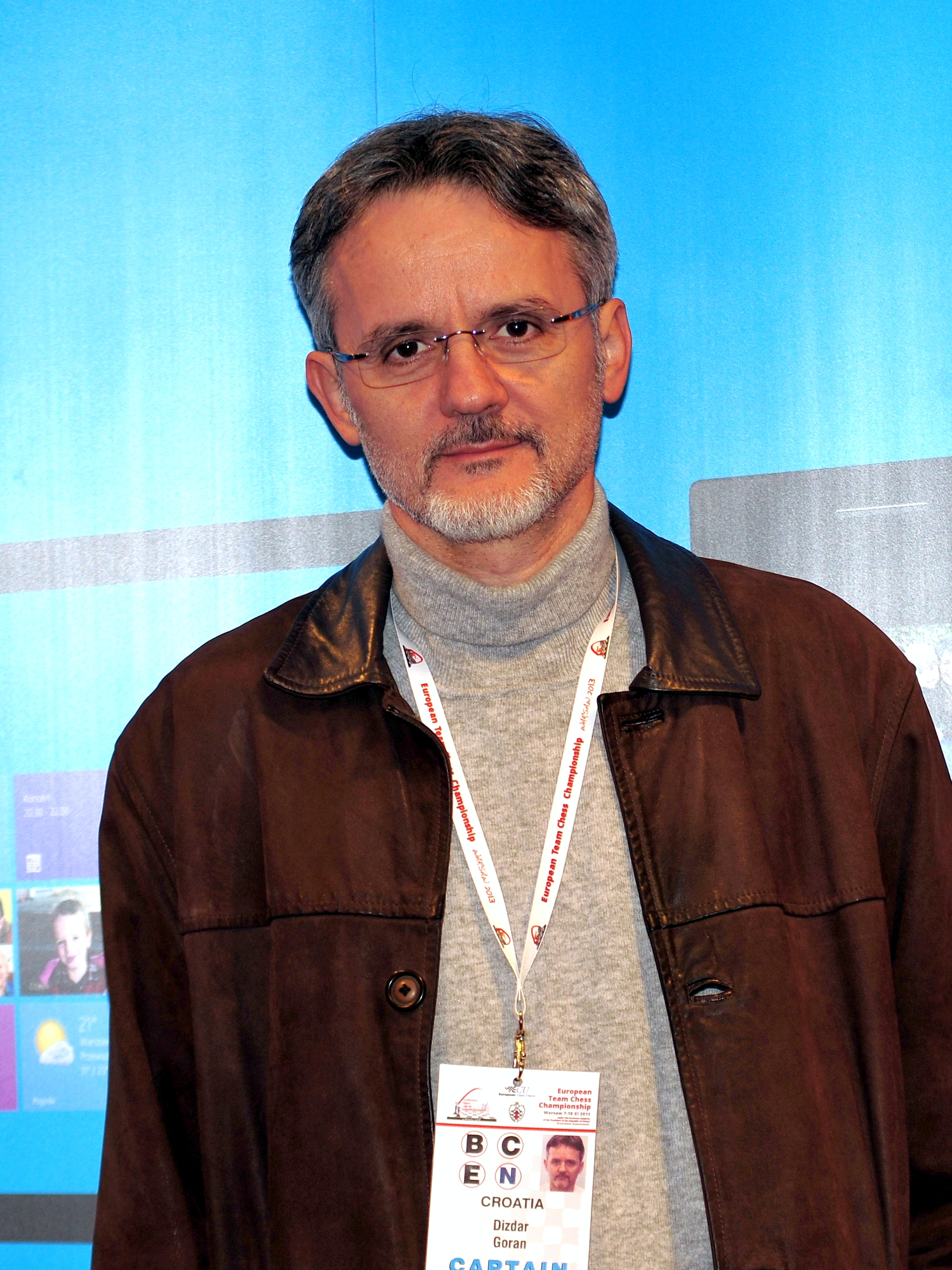
Goran Dizdar (2013)

Goran Dizdar (Zagreb, 4 december 1958) is een Kroatische schaker met een FIDE-rating van 2476 in 2005 en 2502 in 2015. Hij is een grootmeester. Vroeger speelde hij voor Joegoslavië.
In november 2005 speelde hij mee in het toernooi om het kampioenschap van Kroatië dat door Krunoslav Hulak met 7½ punt uit 11 ronden gewonnen werd. Dizdar eindigde met 5 punten op de negende plaats.
Sinds 2010 is hij FIDE senior trainer.